# Matrice elementare
In algebra lineare, con matrice elementare si indica generalmente una matrice quadrata di un certo tipo, utile in alcuni algoritmi come l'algoritmo di Gauss o le fattorizzazioni LU e QR.

## Definizione
Nella più grande generalità, una matrice elementare è una matrice quadrata a coefficienti reali o complessi, del tipo
{\displaystyle I+A}
dove {\displaystyle I} è la matrice identità e {\displaystyle A} è una matrice con rango al più uno. In altre parole, le colonne (o le righe) di {\displaystyle A} sono tutte multiple una dell'altra, ad esempio:
{\displaystyle A={\begin{bmatrix}1&-2&0\\1&-2&0\\4&-8&0\end{bmatrix}}}
Equivalentemente, {\displaystyle A=uv^{T}} è il prodotto di due vettori, il primo {\displaystyle u} colonna ed il secondo {\displaystyle v^{T}} riga (perché {\displaystyle v^{T}} indica la trasposta di {\displaystyle v}). Nell'esempio, abbiamo
{\displaystyle A={\begin{bmatrix}1\\1\\4\end{bmatrix}}\cdot {\begin{bmatrix}1&-2&0\end{bmatrix}}.}
Risulta quindi comodo esprimere una matrice elementare come
{\displaystyle E(\alpha ,u,v)=I+\alpha uv^{T},}
dove {\displaystyle \alpha } è un coefficiente (reale o complesso) e {\displaystyle u,v} sono vettori non nulli.

## Proprietà
Le principali proprietà delle matrici elementari sono:
- Se il numero {\displaystyle \alpha v^{t}u} è diverso da uno, la matrice {\displaystyle E} è invertibile e la sua inversa è {\displaystyle E(\beta ,u,v)} con
{\displaystyle \beta ={\frac {\alpha }{\alpha v^{t}u-1}}}.
- dati due vettori {\displaystyle x,y} non nulli, esiste una matrice elementare {\displaystyle E} tale che {\displaystyle Ex=y}.

## Matrici elementari di Gauss
Le matrici elementari di Gauss sono matrici elementari molto semplici, definite per interpretare le mosse di Gauss come moltiplicazione per una matrice. Sono di tre tipi, ciascuno corrispondente ad un tipo di mossa.

### Scambio di righe
La matrice {\displaystyle T_{i,j}} è ottenuta dalla matrice identità scambiando le righe {\displaystyle i}-esima e {\displaystyle j}-esima:
{\displaystyle T_{i,j}={\begin{bmatrix}1&&&&&&&\\&\ddots &&&&&&\\&&0&&1&&\\&&&\ddots &&&&\\&&1&&0&&\\&&&&&&\ddots &\\&&&&&&&1\end{bmatrix}}}
Può essere anche definita come 
{\displaystyle T_{i,j}=E(-1,e_{i}-e_{j},e_{i}-e_{j})}
dove 
{\displaystyle e_{i}=(0,\ldots ,0,1,0,\ldots ,0)}
è l'{\displaystyle i}-esimo vettore della base canonica.

### Moltiplicazione di una riga per uno scalare
Analogamente, {\displaystyle T_{i}(m)} è ottenuta dalla matrice identità moltiplicando la riga {\displaystyle i}-esima per un numero {\displaystyle m}.
{\displaystyle T_{i}(m)={\begin{bmatrix}1&&&&&&&\\&\ddots &&&&&&\\&&1&&&&&\\&&&m&&&&\\&&&&&1&&\\&&&&&&\ddots &\\&&&&&&&1\end{bmatrix}}}
Può anche essere definita come
{\displaystyle T_{i}(m)=E(m-1,e_{i},e_{i}).}

### Combinazione lineare
La matrice {\displaystyle T_{i,j}(m)} è ottenuta dalla matrice identità aggiungendo alla riga {\displaystyle i}-esima la riga {\displaystyle j}-esima moltiplicata per {\displaystyle m}.
{\displaystyle T_{i,j}(m)={\begin{bmatrix}1&&&&&&&\\&\ddots &&&&&&\\&&1&&&&&\\&&&\ddots &&&&\\&&m&&1&&\\&&&&&&\ddots &\\&&&&&&&1\end{bmatrix}}}
Può anche essere definita come
{\displaystyle T_{i,j}(m)=E(m,e_{j},e_{i}).}

### Relazione con l'algoritmo di Gauss
Se {\displaystyle M} è una matrice qualsiasi con {\displaystyle n} righe, allora le matrici {\displaystyle T_{i,j}M,T_{i}(m)M,T_{i,j}(m)M} sono le matrici ottenute da {\displaystyle M} operando le corrispondenti mosse di Gauss.

## Matrici elementari di Householder
Una matrice di Householder è una matrice elementare del tipo {\displaystyle E(2,v,v)} dove {\displaystyle v} è un vettore di norma uno. 
Le matrici elementari di Householder sono utili per definire le trasformazioni di Householder e quindi la fattorizzazione QR.